# 雨森雅司
雨森 雅司（あめのもり まさし、本名：雨森 雅夫（あめのもり まさお）、1930年〈昭和5年〉7月24日 - 1984年〈昭和59年〉4月9日）は、日本の俳優、声優。青二プロダクションに所属していた。

## 来歴
千葉県東葛飾郡八幡町（現：市川市）本八幡出身。
本人いわく、役者になったきっかけは「なんとなく。」。日本大学芸術学部映画学科を卒業し、劇団戯曲座に入団。押川昌一原作の『雨宮ちよの処分』の高瀬先生役で初舞台。
その後、劇団七曜会、土の会、河の会を経て、1970年に劇団芸協の創立メンバーとなり、江崎プロダクション、オフィス央 を経て、青二プロダクションに所属。
1984年4月9日午後11時50分、肝硬変のため神奈川県川崎市の聖マリアンナ医科大学病院で死去。53歳没（享年55）。

## 人物・エピソード
声種はバリトン。テレビ草創期から声優として活動し、主に中高年男性の役を多く演じた。
アニメでは『天才バカボン』でのバカボンのパパ役が代表作だが、『愛してナイト』『ルパン三世』など、その他の作品では多数の脇役や悪役を担当している。洋画作品の吹き替えではワード・ボンドを持ち役とし、アニメ作品同様に脇役や悪役・老人役などを担当している。また、舞台俳優としても多くの作品に出演している。
趣味はレコード収集。自家用操縦士免許を取得しており、中古の軽飛行機を所有し自ら操縦していた。
「もし役者にならなかったら?」との問いに「死んでいたでしょう」と答えるほど、役者稼業には力を注いでいた。
年間にボトルを約300本空けるなど、酒豪として知られ、このことが肝硬変の発症と自身の寿命を縮める原因になったという。肺の病気で入院した際、青野武が見舞いに行くと、カルピスの包装紙に隠したサントリーホワイトを取り出して「お前が来て酒の一杯も出さないんじゃ、俺のコケンに関わる」と、湯呑茶碗に氷を入れさせて一緒に飲み始めたというエピソードがある。
最晩年に『イーグルサム』への出演時には体調悪化が深刻な状態で、肝硬変による腹水のため腹部が膨れ上がり、ズボンのチャックが上がらず椅子にも座れない状態だったという。
妻の島との間に子供が1人いた。

### バカボンのパパ
代表作であるバカボンのパパだが、その嵌まりぶりは共演者も認めており、『元祖』で共演した、本官役の肝付兼太は「もうまったくあの親父をやるためにいたような人」と評している。バカボンのママ役で後任のパパ役とも共演した増山江威子は、雨森のパパについて後に「もうね、普段の雨さんもバカボンのパパみたいなの」と語り、後任のパパ役は役を作らないとパパを演じられない中、雨森は「持っているものそのもの」で演じていたと発言している。
パパが語尾によくつける「〜なのだ」の台詞については三時間掛けて編み出し、原作者の赤塚不二夫に「それだッ」と言わしめたという。
すでに鬼籍に入っていた1998年のソフト99フクピカのTVCMおよび2015年の第66回NHK紅白歌合戦の企画コーナー「アニメ紅白」の締めにバカボンのパパが登場するが、声はいずれも雨森が演じるパパの音声を作品から抽出したものから使用されている。

## 後任
雨森の病気による降板後、および死去後に代役・後任を務めた人物は以下の通り。
| 後任     | キャラクター名                 | 概要作品                   | 後任・代役の初担当作品                                                  |
| -------- | ------------------------------ | -------------------------- | ----------------------------------------------------------------------- |
| 兼本新吾 | ジュリアーノ                   | 愛してナイト               | 第39話                                                                  |
| 神山卓三 | アルバトロス署長               | イーグルサム               |                                                                         |
| 中庸助   | サイモン・ヴァン・ゲルダー博士 | 宇宙大作戦                 | 第1シーズン11話「悪魔島からきた狂人」デジタルリマスター版追加収録部分   |
| 飯塚昭三 | ハルコート・フェントン・マッド | 宇宙大作戦                 | 第2シーズン41話「不思議の宇宙のアリス」デジタルリマスター版追加収録部分 |
| 飯塚昭三 | ジョジョ・クラコ               | 宇宙大作戦                 | 第2シーズン49話「宇宙犯罪シンジケート」デジタルリマスター版追加収録部分 |
| 飯塚昭三 | コマッタチャン                 | Dr.スランプ アラレちゃん   | 第208話                                                                 |
| 玄田哲章 | ギャースカ大魔王               | Dr.スランプ アラレちゃん   | スペシャル2「ペンギン村英雄伝説」                                       |
| 富田耕生 | バカボンのパパ                 | 天才バカボン               | セガ・マークIII版 CM                                                    |
| 郷里大輔 | ドン・カッペ                   | チキチキマシン猛レース     | 3DO版                                                                   |
| 宝亀克寿 | カリンチャ                     | 西部悪人伝                 | スティングレイ版DVD追加収録部分                                         |
| 三宅健太 | サケザン                       | 銀河鉄道999                | インターネットアニメーション                                            |
| 浦山迅   | 百地三太夫                     | ルパン三世 (TV第1シリーズ) | ルパン三世 ルパンは今も燃えているか?                                    |
| 島香裕   | クロコダイル                   | ロビン・フッド             | DVD追加収録部分                                                         |

## 出演作品
※太字は主役・メインキャラクター。

### テレビドラマ
- しあわせ
- 気になる嫁さん 第37話「結婚サギ師をだますには…」（1972年、NTV） - 田口主任刑事

### 映画
- 女子学園 ヤバイ卒業（1970年） - 久保

### 舞台
- 崖
- 花粉になった女
- 逃げる神様
- 欲望という名の電車
- 朴達の裁判

### テレビアニメ
1965年
- 宇宙エース
- 鉄腕アトム (アニメ第1作)

1966年
- おそ松くん
- マッハGoGoGo
- 遊星仮面（ムント）
- 遊星少年パピイ（鳥人ギャング団の親分）

1967年
- かみなり坊やピッカリ・ビー（ガネポコ）
- 悟空の大冒険（つらら大王、ガツガツ大王、銀角 他）
- パーマン（大山先生）
- リボンの騎士（ジュラルミン大公）

1968年
- アニマル1（東小助）
- 怪物くん（TBS版）（ゴールド・フンガー、ノウルス）
- 巨人の星（1968年 - 1971年）
- サスケ（スガル谷の長老）

1969年
- ウメ星デンカ（フクジン）
- 男一匹ガキ大将（海雲寺の和尚）
- 海底少年マリン（教授、ダル、アルケミー、キャプテン・マッド）
- サザエさん（医者）
- ハクション大魔王（ゲットマイヤー）
- ムーミン（1969年 - 1972年、ヘムレン） - 2シリーズ

1970年
- 赤き血のイレブン（1970年 - 1971年、青田衛吾作）
- いなかっぺ大将
- 男どアホウ甲子園（1970年 - 1971年、藤村球之進）
- のらくろ（1970年 - 1971年、ブル聯隊長）

1971年
- あしたのジョー
- アニメンタリー 決断
- ゴルゴ13
- 昆虫物語 みなしごハッチ（ニワキチ）
- 珍豪ムチャ兵衛（ムチャ兵衛）
- 天才バカボン（1971年 - 1972年、パパ）
- ふしぎなメルモ（昭吾の父）
- ルパン三世 (TV第1シリーズ)（1971年 - 1972年）

1972年
- 科学忍者隊ガッチャマン（デーブー）
- 樫の木モック（町長、フクロウ）
- ど根性ガエル（1972年 - 1973年、宝寿司の主人〈初代〉）

1973年
- 赤胴鈴之助
- ゼロテスター（アーマノイド・ボス）
- デビルマン（キルスキイ）
- ドラえもん（日本テレビ版）（先生〈2代目〉）

1974年
- 空手バカ一代（グレート東郷）
- 小さなバイキングビッケ（エスキモーの長老、バルターク）
- 破裏拳ポリマー（1974年 - 1975年、鬼河原虎五郎）

1975年
- 元祖天才バカボン（1975年 - 1977年、パパ）
- ガンバの冒険（ボスネズミ）
- タイムボカン（ハッサン、ジンギスカン）
- はじめ人間ギャートルズ
- フランダースの犬（ミッシェル）
- ラ・セーヌの星（ハンス・カウニッツ）

1976年
- ピコリーノの冒険（フクロウ）

1977年
- 新・巨人の星
- 野球狂の詩（五利）
- ルパン三世 (TV第2シリーズ)（1977年 - 1980年）

1978年
- 家なき子（地主）
- 女王陛下のプティアンジェ（エドー、バートン）
- ピンクレディー物語 栄光の天使たち
- 未来少年コナン（モウ）
- 無敵鋼人ダイターン3（マゼラン提督）

1979年
- アニメーション紀行 マルコ・ポーロの冒険（アバカ、アブドル船長、賊の首領）
- 海底超特急マリンエクスプレス（丸首）
- 怪盗ルパン813の謎（ガニマール警部）
- 銀河鉄道999（サケザン、ダイルーズ）
- こぐまのミーシャ（1979年 - 1980年、タイガー）
- 新・巨人の星II（サチコの父）
- ドラえもん（テレビ朝日版第1期） （ホームレス、浮浪者）
- トンデモネズミ大活躍（隊長犬）
- 日本名作童話シリーズ 赤い鳥のこころ（赤鬼、兵十）
- 星の王子さま プチ・プランス（キャプテン）
- 未来ロボ ダルタニアス（岸田）

1980年
- 円卓の騎士物語 燃えろアーサー（ロートン）
- おじゃまんが山田くん（オオヤブ、荒河馬）
- 宇宙戦艦ヤマトIII（総長）
- がんばれ元気（レフリー）
- サイボーグ009（1979年版）（ハル）
- ずっこけナイトドンデラマンチャ（カポネン）
- タイムパトロール隊オタスケマン（紀伊國屋文左衛門）
- 釣りキチ三平（銀次）
- トム・ソーヤーの冒険（座長）
- 魔法少女ララベル
- まんがことわざ事典（金造）
- 燃えろアーサー 白馬の王子（ガルゴス）

1981年
- 怪物くん（キングペンジン、豆夫の父〈ツブノ博士〉、カイシャーン、ナンデンナ）
- 銀河旋風ブライガー（1981年 - 1982年、オルトラ〈バッチーノ〉、エドモン バナルス）
- タイガーマスク二世（サカラ老人）
- 太陽の使者 鉄人28号（パオロ）
- 鉄腕アトム (アニメ第2作)（ブレイン、ロース・ハム、ハイジャッカー）
- 忍者ハットリくん（蕎麦屋の親父）
- ハロー!サンディベル（フェルラック）

1982年
- おちゃめ神物語コロコロポロン（ゼウス）
- ゲームセンターあらし（頭領）
- ダッシュ勝平（勝太郎）
- Dr.スランプ アラレちゃん（1982年 - 1983年、ギャースカ大魔王〈初代〉、コマッタチャン〈初代〉）
- パタリロ!（張大人）
- 魔法のプリンセス ミンキーモモ（リリーのパパ）
- 吾輩は猫である（ベル）

1983年
- 愛してナイト（ジュリアーノ〈初代〉、近所の親父）※遺作
- イーグルサム（アルバトロス署長〈初代〉）
- キャプテン（谷口の父）
- ストップ!! ひばりくん!（文太の父、コルリオーネ、珍間おかし）
- ベムベムハンターこてんぐテン丸（ゴーゴー）
- まんが日本史（阿弖流為、藤原良相 他）
- 未来警察ウラシマン（リオ）
- 吾輩は犬である ドン松五郎の生活（キング）

### 劇場アニメ
- 巨人の星 宿命の対決
- ヤスジのポルノラマ やっちまえ!!（1971年、プス夫の親父）
- 未来少年コナン（1979年、モウ）
- 世界名作童話 森は生きている（1980年、大臣[38]）
- 悪魔と姫ぎみ（1981年、裁判長）
- Dr.スランプ アラレちゃん ハロー!不思議島（1981年、ギャースカ大魔王）
- セロ弾きのゴーシュ（1982年、楽長）
- 浮浪雲（1982年、欲次郎[39]）
- FUTURE WAR 198X年（1982年）
- オズの魔法使い（1982年、ライオン）
- パーマン バードマンがやって来た!!（1983年、刑事）
- まんがイソップ物語（1983年、村長）

### 吹き替え

#### 俳優
アーネスト・ボーグナイン
- 蒼い渚（ピート・ストラットン）
- 悪人の土地（ジョン・マクベイン）
- アラモの砦（マイク・ラディン）
- 大砂塵（バート・ロナーガン）※テレビ旧録版
- タフガイ 殺人ボクサー（パーキンス）
- 砦のガンベルト（オットー・ハンスバッハ軍曹）
- 冒険者
- 北極の基地/潜航大作戦（バスロフ）※東京12チャンネル版

エミリオ・フェルナンデス
- 刑事コロンボ 闘牛士の栄光（ミゲル）
- 続・荒野の七人（ロルカ）※TBS版
- ブレイクアウト（所長）

クロード・エイキンス
- 怪奇!戦慄の怪人/オカルトショック（ハートルー）
- コンバット! #149（ロージー軍曹）
- 殺人者たち（アール・シルヴェスター）
- 続・荒野の七人（フランク）※NET版
- 手錠のまゝの脱獄（マック）
- 特攻ギャリソン・ゴリラ #21（プライアー大佐）

フェルナンド・サンチョ
- さすらいの一匹狼（サンチェス）
- 二匹の流れ者
- 復讐のジャンゴ・岩山の決闘

ワード・ボンド
- 荒鷲の翼（ドッジ）※テレビ東京版
- 三人の名付親（スイート保安官）※NET版
- 捜索者（クレイトン牧師）※NET新録版、テレビ朝日版
- 長い灰色の線（ハーマン・キラー）※NET版
- ミスタア・ロバーツ（ダウディ）※テレビ朝日版
- リオ・ブラボー（パット）※NET新録版

#### 映画
- アトランティス 7つの海底都市（グローガン）
- アパッチ砦（マルカーヒー軍曹〈ヴィクター・マクラグレン〉）
- アラスカ魂（ボッグス〈ミッキー・ショーネシー〉）※フジテレビ版
- アラバマ物語（サイクス牧師〈ビル・ウォーカー〉）※テレビ朝日版
- アラン・ドロンのゾロ（ガルシア将軍〈ムスターシュ〉）※テレビ朝日旧録版
- アリゲーター（クラーク署長〈マイケル・ガッツォ〉）※フジテレビ版
- 暗黒の命令（ウィル・カントレル〈ウォルター・ピジョン〉）
- 怒りの荒野（ナイジェル〈ニーノ・ニニー〉）※テレビ朝日版
- 怒りの山河（ジェフ・ハンター〈ジョン・ドゥーセット〉）
- SOS北極... 赤いテント（ビヤジ〈マリオ・アドルフ〉）
- OK牧場の決斗（ジョン・ シャンシー）※テレビ東京版
- OK捕虜収容所
- お熱いのがお好き（リトル・ボナパルト〈ネヘマイア・パーソフ〉）
- 狼男の殺人（ローレンス・タルボット〈ロン・チェイニー・ジュニア〉）※NET版
- おしゃれ泥棒（シャルル・ボネ〈ヒュー・グリフィス〉）※テレビ東京版
- 女ガンマン 皆殺しのメロディ（ルーファス〈ストローザー・マーティン〉）
- 凱旋門（ハーケ〈チャールズ・ロートン〉）※フジテレビ旧録版
- カサンドラ・クロス（車掌〈ライオネル・スタンダー〉）※日本テレビ版
- 眼下の敵（ハイニ〈セオドア・ビケル〉）※テレビ朝日版
- 吸血鬼ドラキュラの花嫁（ドクター・トブラー〈マイルズ・メイソン〉）※フジテレビ版
- クレージーモンキー 笑拳（シンフー〈リー・クン〉）※日本テレビ版
- 刑事マディガン（ハップ・リンチ〈バート・フリード〉）※テレビ朝日版（BD収録）
- 汚れた顔の天使（マック・キーファー〈ジョージ・バンクロフト〉）
- ゲッタウェイ（カウボーイ〈スリム・ピケンズ〉）※テレビ朝日旧録版
- 決断の3時10分（アレックス・ポッター〈ヘンリー・ジョーンズ〉）
- 原始怪獣ドラゴドン（パンチョ〈パスカル・ガルシア・ペナ〉）
- 荒野の用心棒（チコ〈マリオ・ブレガ〉）※NET版
- 腰抜け二挺拳銃
- ゴッドファーザー PART II（フランク・ペンタジェリ〈マイケル・V・ガッツォ〉）※日本テレビ版
- コマンチェロ（エド・マクベイン〈グイン・ウィリアムズ〉）※テレビ朝日新録版
- 殺しのダンディ（ライオネル・スタンダー）
- サイコ（アル・チェンバース保安官〈ジョン・マッキンタイア〉、トム・キャシディ）※フジテレビ版
- サイレンサー/沈黙部隊（アンドレイエフ〈ロジャー・C・カーメル〉）
- ザ・ガン 運命の銃弾（ウォルト・ケルシー）
- サハラ戦車隊（ジュセッペ〈J・キャロル・ナイシュ〉）※NET版
- さまよえる天使（モリス・ミシュキン〈ゼロ・モステル〉）
- サムソンとデリラ
- 料理長殿、ご用心（コーナー〈ジャン＝ピエール・カッセル〉）※フジテレビ版
- 史上最大の作戦（コリン・モード大佐〈ケネス・モア〉）※日本テレビ版
- 静かなる男（レッド・ウィル〈ヴィクター・マクラグレン〉）
- 七人の特命隊（デッカー〈レオ・アンチョリス〉）※フジテレビ版（DVD収録）
- 七年目の浮気
- ジャッカルの日（ルネ・モンクレール〈デヴィッド・スウィフト〉）※日本テレビ版・テレビ朝日版（両版ともに思い出の復刻版ブルーレイに収録）
- 重戦車総攻撃（ウォーマン軍曹〈ノーマン・フェル〉）※NET版
- 情婦（ウィルフリッド・ロバーツ〈チャールズ・ロートン〉）
- 紳士泥棒 大ゴールデン作戦（オクラ〈エイキム・タミロフ〉）※テレビ朝日版
- 新・脱獄の用心棒（ロゾーヤ〈イーライ・ウォラック〉）
- スーパーフライ（スカッター〈ジュリアス・W・ハリス〉）
- スウォーム（ジャド・ホーキンス〈スリム・ピケンズ〉）※テレビ朝日版
- 西部悪人伝（カリンチャ〈ペドロ・サンチェス〉）※TBS版
- 西部決闘史（ブロンコ〈ペドロ・サンチェス〉）
- 0011/ナポレオン・ソロ 罠を張れ
- 007 カジノ・ロワイヤル（ル・シフル〈オーソン・ウェルズ〉）※日本テレビ版
- 戦艦バウンティ（アレクサンダー・スミス〈ヒュー・グリフィス〉）
- 戦場にかける橋（グローガン〈パーシー・ハーバート〉）※フジテレビ版（デラックスエディションBD収録）
- 戦争と平和（ミハイル・イラリオーノヴィチ・クトゥーゾフ将軍〈オスカー・ホモルカ〉）※テレビ朝日版
- セント・アイブス（ブラント〈ダナ・エルカー〉）※フジテレビ版
- 続アドベンチャー・ファミリー/白銀を越えて（ブーマー）
- 続・猿の惑星（太った男〈ヴィクター・ブオノ〉）※TBS版
- 底抜けシンデレラ野郎（守り仙人〈エド・ウィン〉）
- 底抜けもててもてて（ザスマン）
- ターザンと断崖の怒り
- 大草原（ジェフ〈エドガー・ブキャナン〉）
- 隊長ブーリバ（フィリペンコ〈サム・ワナメイカー〉）※NET旧録版
- 大統領の陰謀（ハリー・M・ローゼンフェルド〈ジャック・ウォーデン〉）
- 大平原（フィエスタ〈エイキム・タミロフ〉）※NET版
- ダンケルク（アレクサンダー〈フランソワ・ペリエ〉）※TBS版
- トブルク戦線（ドーラン〈パーシー・ハーバート〉）※テレビ朝日版（DVD収録）
- トム・ジョーンズの華麗な冒険（ウェスターン〈ヒュー・グリフィス〉）※NET版
- ドラゴンロード（審判〈フォン・ファン〉[40]）※フジテレビ版（エクストリーム・エディションBD収録）
- トランザム7000（ビッグ・イーノス〈パット・マコーミック〉）
- 泥棒貴族（ラム〈ロジャー・C・カーメル〉）
- 情無用のジャンゴ（ソロウ〈ロベルト・カマルディエル〉）
- 紐育ウロチョロ族（ライリー署長〈ホーレス・マクマホン〉）
- ネレトバの戦い（マルチン〈セルゲイ・ボンダルチュク〉）※テレビ朝日版
- パーマーの危機脱出（ストック大佐〈オスカー・ホモルカ〉）
- 墓石と決闘（テキサス・ジャック〈ウィリアム・ウィンダム〉）
- 裸足で散歩（ハリー・ペッパー〈ハーブ・エデルマン〉）※東京12チャンネル版
- 八十日間世界一周（フィックス刑事〈ロバート・ニュートン〉）※テレビ朝日版
- 春の珍事（エドガー〈エド・ベグリー〉）
- ピラミッド（ミカ〈ジェームズ・ヘイター〉）※フジテレビ版
- フライング・タイガー（ハップ〈ポール・ケリー〉）
- ブルックリン横丁（マクシェーン〈ロイド・ノーラン〉）※NHK版
- プロフェッショナル（パデリア〈ホルヘ・マルチネス・デ・オヨス〉）※テレビ朝日版
- 平原児 ※NET版
- ボージェスト（クラウス）※テレビ朝日版
- 暴力波止場（チャーリー〈ジャック・ウォーデン〉）
- ポケット一杯の幸福（ジュニア〈ミッキー・ショーネシー〉）※NET版
- 星の国から来た仲間（パーディ保安官）
- ボディガード
- マッケンナの黄金
- 招かれざる客（ジョンの父親〈ロイ・グレン〉）
- まぼろしの市街戦（ゼラニウム将軍〈ピエール・ブラッスール〉[41]）
- マンハッタン無宿（マクリー保安官〈トム・タリー〉）※フジテレビ版
- ミスター・ノーボディ（ジョン〈R・G・アームストロング〉）※テレビ朝日版
- 緑色の髪の少年（パット・オブライエン）※NHK版
- 南から来た用心棒（ウィスキー〈ロベルト・カルマディエル〉）※NET版
- ミニミニ大作戦（サイモン・ピーチ教授〈ベニー・ヒル〉）※機内上映版
- ミネソタ大強盗団（アレン〈ダナ・エルカー〉）
- ミラクル・ワールド ブッシュマン（ムプティ〈マイケル・サイス〉）※フジテレビ版
- 燃える戦場
- ヤングマスター 師弟出馬（アーサク〈フォン・ファン〉[42]）※フジテレビ版（ソフト収録）
- 夕陽のガンマン（サンチョ・ペレス〈パノス・パパドプロス〉）※テレビ朝日版
- ヨーク軍曹（ロス一等兵〈ジョージ・トビアス〉）
- 夜の大捜査線 霧のストレンジャー（バーニー・ハミルトン）
- 夜の豹（マイク〈ハンク・ヘンリー〉）
- よろめき休暇（軍曹〈ナサニエル・フレイ〉）
- ラッキー・レディ（バーニー〈ルイス・ガス〉）※フジテレビ版
- ラムの大通り（ウィルキンソン〈アントニオ・カザス〉）
- ワイルド・ギース（サンディ曹長〈ジャック・ワトソン〉）
- ワイルドバンチ（コファー〈ストローザー・マーティン〉）

#### ドラマ
- 宇宙大作戦（ハリー・マッド〈ロジャー・C・カーメル〉）
- 奥さまは魔女
- 怪鳥人間バットマン（オハラ署長）
- かわいい魔女ジニー（シェーファー司令官〈ヴィントン・ヘイワース〉 他）
- 刑事コロンボシリーズ
  - 死者の身代金（クローウェル）
  - 自縛の紐（ジーン・スタッフォード）※NHK版
  - 美食の報酬（アルバート）
- 刑事スタスキー&ハッチ
  - パイロット版（ドビー主任）
  - シーズン1 #21（ヴィック・ベラミー）
- 原子力潜水艦シービュー号 #93（バルカン号艦長）
- 事件記者コルチャック（ベイカー〈ラモン・ビエリ〉）
- 0011ナポレオン・ソロ #9（車掌） #11（タクシー運転手）#12、#42（ヘイズ）、#57、#60、#63（スピンラット）、#66（スカーリー保安官）
- 大草原の小さな家（ベイカー・マッケイ医師〈ケヴィン・ハーゲン〉）
- ダンディ2 華麗な冒険 #8（アーチー・シンクレア）
- 地上最強の美女たち!チャーリーズ・エンジェル
  - シーズン2 #7（ヤノス・バルザック）、#21（クーパーマン）
  - シーズン3 #10（マックス）
- 電撃スパイ作戦 #8（ゴメス将軍〈パトリック・ワイマーク〉）、#23、#24（ニコー〈ジョージ・マーセル〉）
- 逃亡者 #13（作業員）、#99（ハレット〈ハーヴァート・エリス〉）、#104、#119（警官）
- 農園天国
- ブルーライト作戦 #3（エクハルト教授）
- 弁護士ペリー・メイスン「殺人鬼の迷路」
- 保安官ニコルス（ミッチ〈スチュワート・マーゴリン〉）
- ミステリー・ゾーン
  - シーズン2 #21（ビッグ・フィル・ノーラン）
  - シーズン3 #17（ホーソーン大佐）
  - シーズン5 #23（ジョー・ブリット）
- ローハイド

#### アニメ
- 赤鼻のトナカイ ルドルフ物語（百万）
- ゴリラのゴンちゃん（おやじさん）
- チキチキマシン猛レース（ドン・カッペ）
- ビアンカの大冒険（ルーファス）※劇場公開版
- 秘密探偵クルクル（チーフ）
- ベニーの冒険旅行（船長）
- ゆかいなボゾ
- ロビン・フッド（クロコダイル）※劇場公開版

#### 邦画
- ゴルゴ13 九竜の首（1977年） - 周雷鋒 / 林偉琪

#### 人形劇
- 海底大戦争 スティングレイ #3（油田ベースリーダー）
- サンダーバード（フィンガー・フレッド）
- スーパーカー
  - シーズン2 #8（コジンスキー教授）#9（ジャクソン保安官）

### 特撮
- チビラくん（1971年、盗賊）[注 3]
- 行け! 牛若小太郎（1974年、妖怪の声）
- 超神ビビューン（1976年、シンドの声）

### 人形劇
- ひょっこりひょうたん島（ダックス刑事、ヤッホー、メロメロス）
- ネコジャラ市の11人（トッピンショ）
- うごけぼくのえ（アウル博士）
- 川の子クークー（クークーの父）

### CM
- ソフト99 フクピカ（バカボンのパパの声）※ライブラリ出演